# Huub Stevens
Hubertus Jozef Margaretha "Huub" Stevens (født 29. november 1953 i Sittard, Holland) er en tidligere hollandsk fodboldspiller og nuværende træner, der (pr. juni 2014) står i spidsen for VfB Stuttgart i den tyske Bundesliga. Som aktiv var han i tolv år tilknyttet PSV Eindhoven, som han vandt tre hollandske mesterskaber og UEFA Cuppen med, og spillede desuden 18 kampe for Hollands landshold.
Stevens er måske bedst kendt for sine seks sæsoner som træner for Schalke 04 i Tyskland, som han trænede mellem 1996 og 2002. Han førte klubben til triumf i UEFA Cuppen i 1997, og til den tyske pokaltitel i både 2001 og 2002. Han har desuden trænet sin gamle klub PSV Eindhoven, samt Hamburger SV, Roda JC, Hertha Berlin, FC Köln, Red Bull Salzburg og VfB Stuttgart

## Titler

### Titler som spiller
Æresdivisionen
- 1976, 1978 og 1986 med PSV Eindhoven

KNVB Cup
- 1976 med PSV Eindhoven

UEFA Cup
- 1978 med PSV Eindhoven

### Titler som træner
UEFA Cup
- 1997 med Schalke 04

DFB-Pokal
- 2001 og 2002 med Schalke 04

Tysk Liga Cup
- 2002 med Schalke 04

Hollands Super Cup
- 2008 med PSV Eindhoven

Østrigs Bundesliga
- 2010 med Red Bull Salzburg